# Ubuntu Mobile and Embedded Edition
Ubuntu Mobile and Embedded Edition — дистрибутив Ubuntu для использования на мобильных x86-совместимых устройствах на основе процессоров Intel Atom.

## Ubuntu Netbook Remix
Ubuntu Netbook Remix базируется на Ubuntu Mobile Edition и сделан специально для использования на нетбуках.. 

## Ubuntu MID Edition
Ubuntu MID Edition 8.04 была представлена в июне 2008 года.